# 仟寻
仟寻MoSeeker是中國一家招聘網站，成立于2014年，總部位於上海。仟寻由王向导创立。